# 平沢和重
平沢 和重（ひらさわ かずしげ、1909年9月14日 - 1977年3月7日）は、日本の外交官。NHK解説委員。

## 経歴
香川県丸亀市生まれ。平沢家は岩手県和賀郡西和賀町沢内の旧家で、父の代に転居した。1930（昭和5）年3月に第一高等学校（一高）を卒業し、1934（昭和9）年に文官高等試験外交科試験に合格。1935（昭和10）年3月に東京帝国大学法学部政治学科卒業。翌月、外務省に入省し、書記生となる。1936（昭和11）年7月にベイツ大学を卒業し、1938（昭和13）年4月まで外交官補として在米大使館に勤務。斎藤博アメリカ合衆国駐箚日本国特命全権大使在任中に大使秘書官を務める。
1938年4月、バンクーバーから一時帰国のために横浜港に向かう氷川丸に乗船した際、偶然にもIOC委員で、エジプト・カイロでのIOC総会から帰国の途にあった嘉納治五郎と出会い、交友を深めた。しかし、嘉納はその船旅の最中に肺炎を患い、横浜到着前の5月4日客死してしまう。平沢は船内にて嘉納の最期を看取り、遺体と共に帰国した。同年5月21日、外務省アメリカ局第1課勤務を命じられ、1941年4月にニューヨーク総領事館領事に任命され再渡米。
日米開戦の直前、南米への異動を命じられ、1941年12月7日（現地時間）の日米開戦前後にアメリカから客船でブラジルへ渡航しようとした処、イギリス連邦領バルバドスでイギリス官憲に捕えられ、アメリカに送還されてバージニア州のホットスプリングスの収容所で抑留された後、1942年8月の日米交換船に乗船して帰国を果たす。帰国後は大東亜省に出向して総務局の職員を務めた。平沢は大東亜省時代に小川清四郎（戦後バチカン市国駐在日本大使）と共に小磯國昭内閣総理大臣に『外交界ノ一大刷新ヲ熱望スル建白書』を提出した一件が騒動となり、大東亜省休職処分を受ける。このことなどもあり、1946年に外務省を退官する。
外務省を退官した平沢は連合国軍総司令部（GHQ）で働いていた坂西志保の助言を受け、松本瀧藏と共にサーヴィス・センター・トーキョーという団体を設立し、GHQと日本側の折衝窓口として公職追放者の解除問題に携わる。
平沢はまたメディアの世界に足を踏み入れ1947年に中部日本新聞社に在籍し、1948年にNHKラジオで放送されていた『中等高等学校の時間』に出演して翌年の1949年から26年間、日本放送協会解説委員を務める。NHKの番組に出演するにあたり平沢は芥川比呂志に頼んで喋り方の稽古をつけてもらったという。
外務省時代から知己を得ていた福島慎太郎（後に日本プロ野球：パシフィック・リーグ会長）が1956年1月に「ジャパンタイムズ」社長に就任した後、福島から請われて同年4月に同社編集主幹に就任。また外交官時代から三木武夫（衆議院議員、第66代内閣総理大臣）と交友関係を深め、三木のブレーンだった福島の推薦で平沢は三木のブレーンとして活動するようになる。三木が昭和20年代から内閣総理大臣を務めるまでの期間、三木のスピーチライターを務めていたのは平沢であったという。その三木が1974年に内閣総理大臣に指名された際、平沢は三木内閣の外務大臣への就任を要請されるも固辞する。その代わりに三木内閣の外交ブレーンを務め、また産経新聞論説顧問も務めた。
1959年5月にミュンヘンで開かれたIOC総会に出席し1964年東京オリンピック開催立候補趣意説明を行い、第18回五輪の誘致に尽力。なお、この趣意説明の際、「嘉納治五郎の最期を看取った人物」であると紹介されている。実は本人は「東京五輪の開催は時期尚早」としてNHKの番組等で反対意見を唱えていたが、IOC総会の直前になり当初プレゼンテーションを担当する予定だった人物（平沢の友人だった外交官参事官の北原秀雄）が怪我（足の骨折）で渡欧できなくなり、急遽、東龍太郎東京都知事、竹田恒徳日本体育協会専務理事ら関係者から、代わりのプレゼンテーション担当として口説かれ、宗旨替えして招致活動に協力することになった。
平沢はオリンピック招致プレゼンテーションの席に立つと決めた後、北原が当初スピーチする予定であった原稿を平沢が書き直すこととし、原稿作成にあたっては自身の小学生の娘の国語教科書（学校図書 小学校国語教科書6年下、昭和32年～昭和35年使用）に掲載されていた『五輪の旗』から天啓を得て、その『五輪の旗』の文章を引用しながら「日本では学校でオリンピックを学んでおり、全ての国民がオリンピック精神を理解している」「日本は極東と呼ばれているが、飛行機の時代になり極東ではなくなった。国際理解や人間関係の心の距離を消すには人と人が直接会う事が一番で、お互いに理解する事から世界平和が始まる。今こそオリンピックをアジアで開くべき時。」と、15分のプレゼンテーション演説を行いIOC委員に訴えた。
また1951年に発効した「日本野球協約」は、GHQ経済科学局長・ウィリアム・マーカット少将が、衆議院議員であった松本瀧藏に「日本（のプロ野球）も正規のルールや協約を定めてはどうか」と勧めたことがきっかけとなり、松本がアメリカ合衆国からメジャーリーグベースボールの規約などを取り寄せ、福島慎太郎を経て平沢がその大部分を引き写して作成したものとされている。
1977年3月7日、食道がんのため東京都世田谷区の自衛隊中央病院にて死去。67歳。平沢が没した際に朝日新聞社の論説主幹だった松山幸雄が追悼の一文を認めた。
平沢没後の1980年、アメリカ合衆国のベイツ大学に『平沢和重奨学基金』が設立され、現在に至っている。

## 関連作品
ノンフィクション
- 高杉良『東京にオリンピックを呼んだ男』光文社、2013年。ISBN 978-4-334-92891-9。

テレビドラマ
- 東京にオリンピックを呼んだ男（2014年、フジテレビ開局55周年記念ドラマ） - 演：橋爪功
- いだてん〜東京オリムピック噺〜（2019年、NHK大河ドラマ）  - 演：星野源